# إدواردو كونسيساو ميشيل
إدواردو كونسيساو ميشيل (12 نوفمبر 1986 في نوفا إيغواسو في البرازيل – )؛ هو لاعب كرة قدم كان يلعب كمهاجم.

## وصلات خارجية
- إدواردو كونسيساو ميشيل على موقع رابطة كرة القدم اليابانية للمحترفين (اليابانية)
- إدواردو كونسيساو ميشيل على موقع قاعدة بيانات كرة القدم.إي يو (الإنجليزية)
- إدواردو كونسيساو ميشيل على موقع Soccerway.com (الإنجليزية)
- إدواردو كونسيساو ميشيل على موقع عالم كرة القدم.نت (الإنجليزية)